# CE Jenlai
O CE Jenlai, também conhecido simplesmente como Jenlai, é uma equipa de futebol andorrana com sede em Escaldes-Engordany . O clube joga atualmente na Segona Divisió .

## História
O CE Jenlai foi fundado em 2008 com o nome de Atlètic Amèrica . Durante a temporada 2008–09 o clube foi renomeado para CE Jenlai . O clube jjogou na Segona Divisió até 2011, durante três temporadas consecutivas. Depois de duas temporadas, em 2013 o clube voltou à Segona Divisió registrando uma temporada notável terminando em 2º lugar e podendo disputar os play-offs de promoção. Eles perderam por 1–6 no total contra o Inter Club d'Escaldes .  Duas temporadas depois, Jenlai conseguiu a promoção à Primera Divisió depois de ganhar o título da Segona Divisió em 2016.  

Ao fim da temporada 2020/2021 o clube informou que iria se retirar de competições oficiais. Porém em Maio de 2024, após 3 anos de inatividade, o Jenlai anunciou o retorno ao futebol, com uma nova diretoria.

## Identidade
A equipe era majoritariamente composta e fundada por jogadores peruanos . O brasão do clube atual, introduzido em 2013, é uma variação do brasão peruano .

## Honras
- Segunda Divisió
  - Vencedores : 2015–16
  - Vice-campeão : 2013–14